# Violett Beane
Violett Beane, född 18 maj 1996 i St. Petersburg, Florida, är en amerikansk skådespelare.
Beane har bland annat medverkat i TV-serierna Death and Other Details, The Resident och God Friended Me.

## Filmografi (i urval)
- 2018 – The Resident (TV-serie)
- 2018–2020 – God Friended Me (TV-serie)
- 2024 – Death and Other Details (TV-serie)
- 2025 – Drop
- 2025 – Countdown (TV-serie)